# Snowy Mountain Fire Observation Station
La Snowy Mountain Fire Observation Station est une tour de guet du comté de Hamilton, dans l'État de New York, dans le nord-est des États-Unis. Située à 1 190 mètres d'altitude dans les Adirondacks, elle est protégée dans le parc Adirondack. Érigée en 1917, elle est inscrite au Registre national des lieux historiques depuis le 23 septembre 2001.